# Хутор Сергеев
Хутор Сергеев (бел. Хутар Сяргееў) — упразднённая деревня в Кировском сельсовете Наровлянского района Гомельской области Беларуси.

## История
С 20 августа 1924 года хутор Сергеев в Мухоедовском, с 20 апреля 1939 года в Кировском сельсовете. В 1959 году деревня Хутор Сергеев. В 1970 году входила в совхоз «Кировский».

## Население
- 1926 год — 17 хозяйств, 85 жителей.
- 1959 год — 78 жителей (согласно переписи).
- 1970 год — 68 жителей.